# Sønderborg Slot
Sønderborg Slot er et slot, der ligger ved indsejlingen til Sønderborg på øen Als i Sønderjylland. Det gamle slot viser blandt andet spor fra flere epoker, fangehullet, slotskirken og slotskøkkenet. Sønderborg Slot fungerede også som fængsel for Christian 2., og var residens for hertug Hans den Yngre. Slottet huser et museum med udstilling om områdets historie og kultur. Museet er åbent hele året.

## Slottets arkitektur
Slottet er et firefløjet anlæg, et næsten rombeformet kompleks omkring en indre slotsplads. Den treetagers store slotsbygning er lavet af mursten og hviler på et fundament af store stenblokke. Af de originale fæstningstårne er der kun fundamenterne tilbage. Kun ved det nordvestlige hjørne af slottet har en rest af tårn overlevet. Den middelalderlige indgang til slottet kan stadig ses på nordsiden, men er nu muret til. Den nuværende indgangsport, der fører til slottets slotsgård, er på østsiden. Den indre slotsplads er prydet med tre slanke trappetårne.
En del af slottets indvendige del er sandsynligvis bevaret i den oprindelige tilstand. Af slottets sale er den 34 meter lange riddersal og renæssancekapel bygget efter anvisning af dronning Dorothea bemærkelsesværdig. De tidligere fangehuller er også i nutiden delvist tilgængelige. I renæssancen var gavlene og taggavlene endnu forsynet tidstypiske dekorative elementer, der blev fjernet under renoveringsarbejde i det 18. århundrede. Siden da har borgen haft facader, der kun oplives af det store antal vinduer.
De ydre befæstninger, der engang omkransede slottet og gjorde det til en stærk fæstning, blev stort set fjernet. Rester af disse kan stadig ses især på østsiden.

## Slottets historie
Omkring 1168 blev det sydlige Als hærget af Venderne 1169 byggede kong Valdemar den Store Sønderborg Slot som Værn mod Venderne. I 1300- og 1400-tallet blev forsvarsanlægget udbygget til en stærk middelalderborg, der skiftevis var i de danske kongers og de slesvigske hertugers besiddelse.
1253 blev slottet erobret og delvist ødelagt af Kong Christoffer 1., men blev sandsynligvis genopbygget og det oprindelige borgtårn blev afløst et større tårn. Desuden blev slottet omgivet af befæstningsmure. Allerede dengang fungerede borgen åbenbart som en slags fængsel, da hertug Valdemar 4. af Slesvig i 1289 i en længere periode holdt sin rigsdrost Peder Höfel til fange.
I pinsen 1340 blev junker Valdemar gift på slottet med hertug Valdemar af Sønderjyllands søster prinsesse Helvig. Det var et vigtigt led i junkerens udnævnelse til konge (Valdemar Atterdag) senere samme år.
Siden 1350erne blev borgen kraftigt udbygget og udvidet. 1358 belejrede Valdemar Atterdag slottet. Hertug Valdemar havde sluttet sig til kongens fjender, han opholdt sig ikke på slottet, men derimod hans hustru Richardis. Hun bønfaldt Kongen og opnåede derved, at han gav hende slottet og byen tilbage imod at hun underskrev den forpligtelse, blandt andet at hertugen så længe krigen varede, kun måtte opholde sig på slottet 2 — 3 Dage ad gangen og kun med 20 mand.
1373 var Valdemar Atterdag på Sønderborg, hvor han forhandlede med Hertuginde Richardis, der nu var blevet enke. Omkring 1375 blev borganlægget udvidet på det sydøstlige hjørne med et tårn mere. Omkring borgen opstod der en større bebyggelse som fik det samme navn som slottet, som indtil det 15. århundrede udviklede sig til byen Sønderborg.
Fra 1409 til 1410 belejrer Erik af Pommern Sønderborg Slot, uden at kunne indtage det, og lod her dronning Margaretes yndling, den svenske ridder Abraham Brodersøn, hvem belejringen var overdraget, henrette på grund af tyrannisk adfærd.
1460 pantsætter Christian 1. Sønderborg Slot og len til Johan Ahlefeldt for 18 000 mark. 1467 bliver Johan Ahlefeldt købt ud a£ Greve Gerhard, broder til Christian I., kort efter sætter Christian I. sig i besiddelse af Sønderborg,
Sønderborg Slot var en af rigets stærkeste borge, og derfor blev det valgt til fængsel 1532 til 1549 for den afsatte danske kong Christian 2.. Den 9. august 1532 ankom Christian til Sønderborg; af hans ledsagere fik kun en dværg og et par kokke lov til at følge med på slottet. Han anbragtes i "det blå tårn" i et lyst og rummelig værelse. Bevarede lensregnskaber viser, at han desuden under hele sit ophold på Sønderborg Slot blev rigelig forsynet med mad, drikke og klæder.
Herefter blev borgen ombygget til et prægtigt slot. Efter Christian 3. død i 1559 indrettede Hercules von Oberberg i 1568-70 Sønderborg Slotskapel. Kapellet er et af Europas ældste lutheranske fyrstekapeller med kunstværker på et højt niveau efter enken dronning Dorotheas forskrifter. I første sals højde løber langs alle fire vægge et galleri med de to hertugstole og forbindelsesgang til fløjens beboelsesrum på samme etage.
Dronning Dorothea, Christian 3.'s enke, overtog 1559 byen og slottet som en del af sit enkegods. Ved dronning Dorotheas død overtog hertug Hans den Yngre 1571 Sønderborg. Hertug Hans var en rigtig renæssancefyrste. Han havde ord for at være en hård negl, og han gjorde alt for at tilegne sig så meget jordegods som muligt på Als og Sundeved.
Da hertug Hans døde (9. oktober 1622), arvede sønnen hertug Alexander i følge testamentet hoveddelen i det lille hertugdømme, nemlig Sønderborg by, slot og ladegård. Alexander døde pinsemorgen 13. maj 1627 i Sønderborg. Han blev begravet i gravkapellet på Sønderborg Slot. Enkehertuginde Dorothea forestod da også hertugdømmet i de følgende trange krigsår. 1633 sluttede en arveoverenskomst, efter hvilken alexanders søn Hans Christian tiltrådte hertugdømmet med betydelige forpligtelser til sin moder og søskende. Hans Christian døde i 1653 og blev gravsat i gravkapellet på Sønderborg Slot. Ved sin død efterlod han sit len i en uhjælpelig gæld og pengenød.
1667 var Sønderborg Slot igen under den danske krone og slottet var nu hovedsæde for amtmanden. Indtil 1718 blev slottet kun beboet uregelmæssigt. Kong Frederik 4. ombyggede slottet, blandt andet blev tårnhætterne fjernet og facaderne fik flere vinduer.
1768 kom slottet i besiddelse af hertugerne Slesvig-Holsten-Sønderborg-Augustenborg, Det blev dog næsten ikke benyttet som residens – i stedet benyttede hertugerne det mere moderne slot Augustenborg Slot –
Under Treårskrigen 1848 - 1850 og 1864-krigen (2. Slesvigske Krig), var slottet lazaret. Efter det danske nederlag i 1864 blev Slesvig indlemmet i Preussen, og Sønderborg Slot blev fra 1867 anvendt som preussisk infanterikaserne.
Under 1. verdenskrig arresterede preusserne "mistænkelige politiske personer" og danske "tysk-militærnægtere". De, der var mistænkt for spionage, blev interneret på Sønderborg Slot. Senere blev alle krigsrelaterede fanger overført til Sønderborg Slot.
Efter folkeafstemningen 1920 kom Genforeningen og Sønderborg og dermed Sønderborg Slot blev en del af Danmark. Den danske stat erhvervede slottet, der kom til at rumme et museum for den sønderjyske historie.
Efter 2. verdenskrig internerede de danske myndigheder danske nazister og frivillige SS-deltagere fra det tyske mindretal i Sønderjylland på slottet.

## Museum Sønderjylland - Sønderborg Slot
Sønderborg Slot, der med dets riddersal har været et vigtigt verdsligt bygningsværk i den danske del af det gamle hertugdømme Slesvig, blev valgt til ramme om de officielle festligheder i anledning af 50-årsjubilæet for København-Bonn-erklæringerne den 29. marts 2005.
Slotskapellet har siden dronning Dorotheas tid ændret en del ved inventaret. Fra hertug Hans’ yngre dage stammer portalepitafiet, fra hans senere tid, første fjerdedel af 1600-tallet, prædikestolen, de nuværende herskabsstole og orglet. Da der senere ikke mere holdtes regelmæssig gudstjeneste, er stolestaderne blevet fjernet. I nyere tid er mindre dele af inventarets træværk fornyet. Fra 1955 til 1956 blev der foretaget en konservering af kapellet. Træværket og hvælvingsdekorationerne blev istandsat og altertavlen blev renset.
Slottet rummer næsten 800 års dramatisk historie om Sønderjylland og Slesvig. Blandt andet Christian 2.’s fangenskab på slottet Der er lokalhistoriske samlinger fra middelalderen til nutiden med hovedvægt på de slesvigske krige 1848-1850 og det danske nederlag i1864 og de mange danskes deltagelse i 1. Verdenskrig på tysk side og om Genforeningen i 1920. Desuden viser museet udstillinger om søfart, tekstiler, håndværk og en mindre kunstsamling med værker af fremtrædende sønderjyske malere gennem tiderne.

## Trivia
- Johannes V. Jensen beskriver i sin mytiske og historiske roman Kongens Fald Mikkel Thøgersens og Christian 2.'s fælles fangenskab på Sønderborg Slot.

## Galleri
- Sønderborg Slot fra øst
- Sønderborg Slot fra den anden side af sundet
- Sønderborg Slot fra nordøst
- Slotsmuseet
- Det indre af resterne af rondellen nordøst for selve slottet
- "Dannebrog" til kajs ved Sønderborg Slot